# Marianne Monestier
 (mars 2024).
Renée Madeleine Dupuy-Mazuel, qui écrivait sous le pseudonyme de Marianne Monestier, née le 2 mai 1908 à Bordeaux et morte le 8 octobre 1981 à Paris, est une écrivaine, résistante et journaliste française.

## Biographie
Elle écrit notamment pour Marie Claire et est une des coordinatrices du réseau de résistance Mithridate.
Son père est l'homme de lettres Henry Dupuy-Mazuel, directeur du Monde illustré.  Elle épouse le marquis de Pirey Saint-Alby, puis Roberto Naïm.

## Œuvre
- 1929 : À première vue[5]
- 1941 : La Petite Fille de nulle part
- 1943 : Devenir grande
- 1945 : C’est déjà midi…
- 1945 : Marianne Monestier et A. Lestrohan " Le Petit Ours à la voix de rossignol ", Éditions Oris, Marseille
- 1946 : 6 histoires de la terre de France
- 1948 : Hôtesse de l’air
- 1948 : Paula ou Les Sentiers de l’aube
- 1949 : Je veux être aviateur
- 1952 : Le Grand Docteur blanc
- 1953 : Avec les rois du Nord
- 1954 : La Caravane noire, du Lessouto au Zambèze
- 1954 : Catherine du Lézard
- 1955 : Gris-Souris
- 1956 : Les Jésuites et l’Extrême-Orient
- 1956 : Un écrin en forme de cœur
- 1956 : Les Fleurs de rentrée
- 1957 : Kanaïok
- 1957 : La Mystérieuse Compagnie, les Jésuites
- 1959 : Julia des Goëmons
- 1960 : Nous, vos bêtes — Les Animaux dans la maison
- 1961 : C’est déjà midi
- 1963 : Les Sociétés secrètes féminines
- 1965 : On peut apporter son âme
- 1966 : Victoire sur la solitude (avec Catherine Valabrègue)[6]
- 1967 : Femmes d’hier et de demain, d’ici et d’ailleurs, Prix Gustave-Le-Métais-Larivière de l'Académie française.
- 1967 : Kawanga des glaces
- 1971 : Les Initiées, les femmes, l’ésotérisme et les sociétés secrètes
- 1972 : Elles étaient cent et mille… — Femmes dans la Résistance
- 1974 : Paul-Émile Victor ou l’Aventure intelligente
- 1980 : Errances et mysticisme

### Adaptations radiophonique
- Ladislas Lakatos, La fiancée, comédie, 1914
- Han Suyin, La montagne est jeune en 12 épisodes, traduit par Renée Villoteau, 1970